# Caroline Graham
Caroline Graham, angleška dramatičarka, scenaristka in pisateljica, * 17. julij 1931, Nuneaton, Warwickshire, Anglija.
Grahamova je obiskovala univerzo Open University, diplomo iz pisanja za gledališče pa je prejela na univerzi Birmingham. Njena prva objavljena knjiga je bila romanca Fire Dance. Najbolje je poznana po svojem liku glavnega inšpektorja Barnabyja, ki se je širšim množicam predstavil v seriji televizijskih detektivskih filmov Umori na podeželju. Prva knjiga o Barnabyju, Umori v Jazbečevem Dolu, je izšla leta 1988, kasneje pa so jo uvrstili na Seznam 100 najboljših kriminalnih romanov vseh časov. Doslej je napisala še šest romanov, zadnji je A Ghost in the Machine, ki je izšel leta 2004. Pisala je tudi za soap opero Crossroads. Trenutno prebiva v Suffolku. 

## Dela
- Fire Dance, 1982
- The Envy of the Stranger, 1984
- Murder at Madingley Grange, 1990

Romani s Tomom Barnabyjem
- Umori v Jazbečevem Dolu, 1987
- Death of a Hollow Man, 1989 (Brezsrčneževa smrt)
- Death in Disguise, 1992 (Smrt v preobleki)
- Written in Blood, 1994 (Napisano s krvjo)
- Faithful unto Death, 1996 (Dokler naju smrt ne loči)
- A Place of Safety, 1999
- A Ghost in the Machine, 2004